# 13654 Masuda
13654 Masuda (tên chỉ định: 1997 CV21) là một tiểu hành tinh vành đai chính. Nó được phát hiện bởi Naoto Sato ở Đài thiên văn Chichibu ngày 9 tháng 2 năm 1997. Nó được đặt theo tên an area ngày the Japanese island thuộc Tanegashima.